# Manaciîn, Volociîsk
Manaciîn (în ucraineană Маначин) este o comună în raionul Volociîsk, regiunea Hmelnîțkîi, Ucraina, formată numai din satul de reședință.

## Demografie
Componența lingvistică a comunei Manaciîn
     Ucraineană (98,21%)
     Rusă (1,54%)
     Alte limbi (0,26%)
Conform recensământului din 2001, majoritatea populației comunei Manaciîn era vorbitoare de ucraineană (98,21%), existând în minoritate și vorbitori de rusă (1,54%).